# 티베트의 기

설산사자기 비율 2:3

티베트의 기는 주로 설산사자기(雪山獅子旗, Snow Lion Flag)라고 부르며 1912년 달라이 라마 13세가 티베트의 군기를 통합하여 제정된 기로서, 1950년까지 티베트의 기로 사용되었으며 현재는 인도 다람살라에 세워진 중앙 티베트 행정부에 의해 사용되고 있다. 티베트 독립의 상징으로 여겨지기 때문에 중화인민공화국에서는 사용이 금지되며 티베트 기를 게양하는건 불법이다.

## 국기에 대한 설명
티베트 망명 정부의 공식 홈페이지에서는 설산사자기에 관한 뜻을 다음과 같이 설명하고 있다.
- 기의 가운데에 그려져 있는 높이 쌓인 눈에 덮인 산은 티베트의 위대한 나라를 뜻하며 넓게는 티베트를 둘러싸고 있는 눈에 덮인 산을 뜻한다.
- 어두운 파란 하늘에 펼쳐진 여섯 개의 빨간색 줄무늬는 티베트인의 최초의 조상인 세, 무, 동, 통, 드루, 라 여섯 개의 부족과 열두 명의 자손을 뜻하며 여섯 개의 빨간색 줄무늬와 파란색 줄무늬의 결합은 오랜 시간 동안 끊임없이 티베트에 이어져 온 검은색과 빨간색의 수호신의 정신적인 가르침과 세속적인 삶을 보호하는 순결한 업적에 관한 법규을 뜻한다.
- 눈에 덮인 산 꼭대기에 떠오르는 태양은 모든 티베트인의 나라에 존재하는 자유와 물질적, 정신적인 행복의 존재를 뜻한다.
- 경사진 산 위에 서 있는 두 마리의 사자가 불꽃을 들고 있는 것은 종교적인 삶과 세속적인 삶의 통일을 뜻한다.
- 공중에 들고 있는 세 가지 색의 보석은 티베트인에게 항상 존재하면서 정중히 숭상하는 세 개의 보물(부처, 법, 승가)을 뜻한다.
- 두 마리의 사자가 잡고 있는 소용돌이치는 두 가지 색의 보석은 도덕적인 행동에 관한 자기 규율, 주로 열 개의 높은 덕과 열여섯 개의 자비로운 행실을 실천하는 사람들을 지키며 수호한다는 것을 뜻하며 소용돌이치는 보석은 도교의 상징인 음양과 일치한다.
- 기의 주변을 감싸고 있는 노란색 테는 부처의 순수한 가르침을 통한 모든 방향과 시간의 확장과 번영을 뜻하며 노란색 테가 옆쪽에 없는 것은 불교를 믿지 않는 사람들에 대한 티베트의 관대함을 뜻한다.

## 과거의 기

토번국의 국기 (618년 - 841년)
티베트의 국기 (1920년 - 1925년)

## 같이 보기
- 티베트 독립운동
- 티베트 자치구
- 티베트의 문장
- 태극이 포함된 국가 혹은 지역의 깃발
  - 태극기
  - 몽골의 국기